# George Stevens
George Cooper Stevens (Oakland, 18 dicembre 1904 – Lancaster, 8 marzo 1975) è stato un regista, sceneggiatore, produttore cinematografico, direttore della fotografia e attore teatrale statunitense.

## Biografia
Figlio degli attori Landers Stevens e Georgie Cooper, fin da piccolo calcò le scene insieme a loro nella piccola impresa teatrale di famiglia, il cui repertorio comprendeva anche diverse opere classiche. Stevens aveva circa 18 anni quando i genitori lasciarono le scene per trasferirsi in California insieme a lui e all'altro figlio John Landers, per trovare lavoro nel cinema. Il giovane lasciò gli studi per accompagnare i familiari alle audizioni, dove per altro trovarono lavoro come attori in piccole parti, e per sopperire alla mancanza di educazione studiò da autodidatta il teatro e la letteratura. All'inizio degli anni '20, la casa che produceva le commedie di Stan Laurel e Oliver Hardy lo scritturò come sceneggiatore e fu proprio qui che, nel 1923, debuttò prima come fotografo quindi come direttore della fotografia, assumendo il nome d'arte di Jack Stevens. 
Arrivò al grande cinema nel 1935 quando Katharine Hepburn lo volle come regista di Primo amore che valse a lei la candidatura agli Oscar, e una anche al film. Subito dopo, Stevens diresse Follie d'inverno con la coppia Fred Astaire e Ginger Rogers, mentre nel 1939 tentò un nuovo genere: dopo la commedia, passò all'avventura con Gunga Din, film con Cary Grant e Douglas Fairbanks Jr., tratto dal poema di Rudyard Kipling. Nei primi anni della guerra girò tre commedie, di cui la più nota è La donna del giorno (1942), ancora con Katharine Hepburn e Spencer Tracy, poi nel 1944 si arruolò nell'esercito e partì per il fronte. Con una piccola unità riuscì a filmare parte dello sbarco in Normandia, la liberazione di Parigi e il Campo di concentramento di Dachau. I suoi preziosi filmati vennero in seguito utilizzati durante il Processo di Norimberga.
Tornato dalla guerra, fondò con i commilitoni Frank Capra e William Wyler la casa di produzione Liberty e si risedette sulla poltrona da regista. Se quelle dell'ante guerra erano state le sue ultime commedie, l'esperienza sul fronte bellico cambiò il tema delle sue produzioni, e negli anni successivi girò film più cupi, quali Un posto al sole (1951), Mamma ti ricordo (1948), Il cavaliere della valle solitaria (1953), Il gigante (1956), Il diario di Anna Frank (1959) e il kolossal La più grande storia mai raccontata (1965).
Vinse il premio Oscar al miglior regista nel 1952 per Un posto al sole e nel 1957 per Il gigante. Padre del regista George Stevens Jr. e marito dell'attrice Yvonne Howell, fu presidente della Screen Directors Guild dal 1941 al 1943. Nel 1975, quando morì per un attacco cardiaco, se ne andò un grande regista, la cui professionalità, oltre che dalle sue numerose opere è dimostrata anche dal grande numero di premi vinti o per cui era stato solo candidato.

## Riconoscimenti

### Premio Oscar
- 1944 – Candidatura miglior regista per Molta brigata vita beata
- 1952 – Candidatura miglior film per Un posto al sole
- 1952 – Miglior regista per Un posto al sole
- 1954 – Candidatura miglior film per Il cavaliere della valle solitaria
- 1954 – Candidatura miglior regista per Il cavaliere della valle solitaria
- 1954 – Oscar alla memoria Irving G. Thalberg
- 1957 – Candidatura miglior film per Il gigante
- 1957 – Miglior regista per Il gigante
- 1960 – Candidatura miglior film per Il diario di Anna Frank
- 1960 – Candidatura miglior regista per Il diario di Anna Frank

### Golden Globe
- 1952 – Candidatura miglior regista per Un posto al sole
- 1957 – Candidatura miglior regista per Il gigante
- 1960 – Candidatura miglior regista per Il diario di Anna Frank

## Filmografia

### Regista
- Ladies Last – cortometraggio (1930)
- Blood and Thunder – cortometraggio (1931)
- High Gear – cortometraggio (1931)
- Air-Tight – cortometraggio (1931)
- Call a Cop! – cortometraggio (1931)
- Mama Loves Papa – cortometraggio (1931)
- The Kick-Off! – cortometraggio  (1931)
- Who, Me? – cortometraggio (1932)
- The Finishing Touch – cortometraggio (1932)
- Boys Will Be Boys – cortometraggio (1932)
- A Divorce Courtship – cortometraggio (1933)
- Family Troubles – cortometraggio (1933)
- Rock-a-Bye Cowboy – cortometraggio (1933)
- Should Crooners Marry – cortometraggio (1933)
- The Cohens and Kellys in Trouble – cortometraggio (1933)
- Room Mates – cortometraggio (1933)
- Quiet Please! – cortometraggio (1933)
- Flirting in the Park – cortometraggio (1933)
- What Fur – cortometraggio (1933)
- Grin and Bear It – cortometraggio (1933)
- Strictly Fresh Yeggs – cortometraggio (1934)
- Ocean Swells – cortometraggio (1934)
- Bridal Bail – cortometraggio (1934)
- The Undie-World – cortometraggio (1934)
- Cracked Shots – cortometraggio (1934)
- Bachelor Bait (1934)
- Nei boschi del Kentucky (Kentucky Kernels) (1934)
- Hunger Pains – cortometraggio (1935)
- Laddie (1935)
- The Nitwits (1935)
- Primo amore (Alice Adams) (1935)
- La dominatrice (Annie Oakley) (1935)
- Follie d'inverno (Swing Time) (1936)
- Dolce inganno (Quality Street) (1937)
- Una magnifica avventura (A Damsel in Distress) (1937)
- Una donna vivace (Vivacious Lady) (1938)
- Gunga Din (1939)
- Angeli della notte (Vigil in the Night) (1940)
- Ho sognato un angelo (Penny Serenade) (1941)
- La donna del giorno (Woman of the Year) (1942)
- Un evaso ha bussato alla porta (The Talk of the Town) (1942)
- Molta brigata vita beata (The More the Merrier) (1943)
- That Justice Be Done – cortometraggio documentario (1945)
- Nazi Concentration Camps – documentario (1945)
- The Nazi Plan – documentario (1945)
- La strada della felicità (On Our Merry Way) - non accreditato (1948)
- Mamma ti ricordo (I Remember Mama) (1948)
- Un posto al sole (A Place in the Sun) (1951)
- Perdonami se ho peccato (Something to Live For) (1952)
- Il cavaliere della valle solitaria (Shane) (1953)
- Il gigante (Giant) (1955)
- Il diario di Anna Frank (The Diary of Anne Frank) (1959)
- La più grande storia mai raccontata (The Greatest Story Ever Told) (1965)
- L'unico gioco in città (The Only Game in Town) (1970)

### Produttore
- Una donna vivace (Vivacious Lady) (1938)
- Gunga Din (1939)
- Angeli della notte (Vigil in the Night) (1940)
- Ho sognato un angelo (Penny Serenade) (1941)
- Un evaso ha bussato alla porta (The Talk of the Town) (1942)
- Molta brigata vita beata (The More the Merrier) (1943)
- Mamma ti ricordo (I Remember Mama) (1948)
- Un posto al sole (A Place in the Sun) (1951)
- Perdonami se ho peccato (Something to Live For) (1952)
- Il cavaliere della valle solitaria (Shane) (1953)
- Il gigante (Giant) (1955)
- Il diario di Anna Frank (The Diary of Anne Frank) (1959)
- La più grande storia mai raccontata (The Greatest Story Ever Told) (1965)

### Direttore della fotografia
- Roughest Africa (1923)
- Battling Orioles (1924)
- The White Sheep (1924)
- Looking for Sally (1925)
- Black Cyclone (1925)
- No Man's Law (1925)
- The Devil Horse, regia di Fred Jackman (1926)
- The Desert's Toll (1926)
- The Valley of Hell (1927)
- Mogli sfuggenti (Slipping Wives) (1927)
- The Honorable Mr. Buggs (1927)
- No Man's Law (1927)
- Lightning (1927)
- Come mi pento (Sugar Daddies) (1927)
- The Girl from Gay Paree (1927)
- I due galeotti (The Second Hundred Years) (1927)
- Love 'Em and Feed 'Em (1927)
- Metti i pantaloni a Philip (Putting Pants on Philip) (1927)
- La battaglia del secolo (The Battle of the Century) (1927)
- Pass the Gravy (1928)
- Should Tall Men Marry? (1928)
- Lasciali ridendo (Leave 'Em Laughing) (1928)
- Il tocco finale (The Finishing Touch) (1928)
- Came the Dawn (1928)
- Blow by Blow (1928)
- Tell It to the Judge (1928)
- Una bella serata (Their Purple Moment) (1928)
- Should Women Drive? (1928)
- Gli uomini sposati devono andare a casa? (Should Married Men Go Home?) (1928)
- Le ore piccole (Early to Bed) (1928)
- Do Gentlemen Snore? (1928)
- All Parts (1928)
- Marinai a terra (Two Tars) (1928)
- Feed 'em and Weep (1928)
- Noi sbagliamo (We Faw Down) (1928)
- Libertà (Liberty) (1929)
- Blue Boy, un cavallo per un quadro (Wrong Again) (1929)
- Ecco mia moglie (That's My Wife) (1929)
- Affari in grande - Grandi affari (Big Business) (1929)
- Non abituati come siamo (Unaccustomed As We Are) (1929)
- Hurdy Gurdy (1929/I)
- Agli ordini di sua altezza (Double Whoopee) (1929)
- I due ammiragli (Men O'War) (1929)
- L'esplosione (They Go Boom!) (1929)
- Squadra sequestri (Bacon Grabbers) (1929)
- Lavori forzati (The Hoose-Gow) (1929)
- La capra Penelope (Angora Love) (1929)
- Tiembla y Titubea (versione spagnola di Below Zero) (1930)
- Spuk um Mitternacht (versione tedesca di The Laurel-Hardy Murder Case: 40 min ca.) (1930) (non accreditato)
- Radiomanìa (versione spagnola di Hog Wild) (1930)
- Noche de duendes (versione portoghese di Night Owls) (1930)
- Ladrones (versione spagnola di Night Owls) (1930)
- I ladroni (Night Owls) (1930)
- The Head Guy (1930)
- The Real McCoy (1930)
- La sbornia (Blotto) (1930)
- I monelli (Brats) (1930) (non accreditato)
- La Vida Nocturna (versione spagnola di Blotto) (1930)
- Sotto zero (Below Zero) (1930)
- Un marito servizievole (Hog Wild) (1930)
- L'eredità (The Laurel-Hardy Murder Case) (1930)
- Doctor's Orders, regia di Arch Heath (1930)
- Bigger and Better (1930)
- Glückliche Kindheit (1931)
- Muraglie (Pardon Us) (1931)
- I polli tornano a casa (Chickens Come Home) (1931)
- The Panic Is On (1931)
- I due legionari (Beau Hunks) (1931)
- Non c'è niente da ridere (Laughing Gravy) (1931)
- La sposa rapita (Our Wife) (1931)
- Flirting in the Park (1933)

### Sceneggiatore
- Doctor's Orders, regia di Arch Heath - sceneggiatore (1930)
- Yoo-Hoo - sceneggiatore (1932)
- The Finishing Touch (1932) - sceneggiatore (1932)
- Hesitating Love - sceneggiatore (1932)
- Family Troubles - sceneggiatore (1933)
- Rock-a-Bye Cowboy - sceneggiatore (1933)
- Hunting Trouble - sceneggiatore (1933)
- The Trail of Vince Barnett - sceneggiatore (1933)
- Alias the Professor - sceneggiatore (1933)
- Pick Me Up - sceneggiatore (1933)
- Quiet Please! - storia (1933)
- Flirting in the Park - sceneggiatore (1933)
- What Fur - storia (1933)
- Grin and Bear It - storia (1933)
- The Nitwits - non accreditato (1935)
- La più grande storia mai raccontata (The Greatest Story Ever Told) - sceneggiatura (1965)

### Attore
- The Tigress, regia di Lorimer Johnston (1920)
- Whispers, regia di William P.S. Earle (1920)
- Il cavaliere della valle solitaria
- Lux Video Theatre